# Liste der Naturdenkmale in Wincheringen
Die Liste der Naturdenkmale in Wincheringen nennt die im Gemeindegebiet von Wincheringen ausgewiesenen Naturdenkmale (Stand 3. Juni 2024).

## Naturdenkmale
| Nr.         | Bezeichnung                                               | Lage                                          | Beschreibung                                                     | Bild                                    |
| ----------- | --------------------------------------------------------- | --------------------------------------------- | ---------------------------------------------------------------- | --------------------------------------- |
| ND-7235-386 | Zwei Eichen, eine Linde und eine Platane auf dem Friedhof | Bilzingen, Zum Wetterbrunnen, bei Nr. 4a Lage | Quercus sp., zwei Bäume, Tilia sp. und Platanus sp., je ein Baum | Direkt Bild zu diesem Denkmal hochladen |